# AT-1
AT-1 전차는 소비에트 연방이 개발하고 프로토타입까지 제작되었던 대전차자주포이다. 또한 AT-1은 T-26 경전차의 개량형이다, 그러나, 1935년에 프로토타입 전차 2대가 나왔지만, 1936년에 담당 개발자가 간첩 혐의를 받아 기소되어 AT-1의 개발이 중단되었다.

## 대중 매체에서
이러한 AT-1도 대중 매체에서는 등장한다.

### 비디오 게임
- 월드 오브 탱크
- 월드 오브 탱크 블리츠

## 같이 보기
- T-26 경전차